# Дом офицеров (Уфа)
Дом офицеров Уфимского гарнизона — историческое здание и достопримечательность в Уфе, построенное в 1904 году по улице Большой Успенской (дом № 43) и учреждение культуры Уфимского гарнизона ВС России, который ранее в нём располагался.

## История
У трёхэтажного тёмно-красного здания с эффектной белоснежной отделкой занимательная история: в разное время здесь были полноправными хозяевами купечество и пролетариат, чапаевцы и колчаковцы, литераторы и музыканты.
Первое название здания — Большая Сибирская гостиница или Дом Паршина. Оно было построено как доходный дом уфимским купцом А. М. Паршиным. В нём на втором и третьем этажах находились так называемые «сибирские номера» — это была гостиница с уютными номерами. Кроме того, здесь были ресторан, бильярдная и концертный зал, в котором ставились любительские спектакли. Первый этаж занимали магазины И. И. Стахеева, братьев Крестовниковых, а также аптека Л. Я. Дворжеца.
Здание примечательно тем, что в 1918 году здесь располагалась так называемая Уфимская директория — Временное Всероссийское правительство, попытавшееся восстановить разваливаемую Российскую Империю.
Впоследствии в этом здании располагался Красноармейский клуб, а летом 1919 года — штаб Пятой Красной Армии. В январе 1919 года здесь выступал с речью Ярослав Гашек. С 1926 года в здании размещался «Дом Красной Армии».
С 1926 года здание было передано в ведомство Наркомата обороны СССР (НКО СССР). С 1939 года здесь размещался Дом офицеров.
В 1932 году в здании выступал писатель Александр Фадеев.
В годы Великой Отечественной войны в Доме офицеров был создан женский хоровой ансамбль под руководством украинского композитора Григория Гурьевича Верёвки
Затем здание бывшей гостиницы занимал Башкирский республиканский военный комиссариат. В нём военными комиссарами БАССР работали Герои Советского Союза Рогалёв, Пётр Леонтьевич (1959—1963) и Кусимов, Тагир Таипович (1963—1969 годы).

## Дом офицеров сегодня
В настоящее время в Доме офицеров работают Комитет ветеранов войны и Вооружённых Сил Республики Башкортостан, Региональное отделение Комитета ветеранов подразделений особого риска, Комитет офицеров запаса Республики Башкортостан, Фонд социальной защиты участников локальных войн и конфликтов Республики Башкортостан, Клуб женщин-ветеранов войны «Фронтовые подруги», Военно-охотничье общество Уфимского гарнизона.
Дом офицеров располагает библиотекой, концертным и кинолекционным залом. В 1996 году в нём был установлен бюст Г. К. Жукова (скульптор Б. Д. Фузеев).